# Exodeconus prostratus
Exodeconus prostratus är en potatisväxtart som först beskrevs av L'héritier, och fick sitt nu gällande namn av Constantine Samuel Rafinesque. Exodeconus prostratus ingår i släktet Exodeconus och familjen potatisväxter. Inga underarter finns listade i Catalogue of Life.